# 不要太期待世界末日
是2023年上映的黑色幽默电影，由罗马尼亚、克罗地亚、法国与卢森堡四国合拍，拉杜·裘德自编自导，伊琳卡·马诺拉切、妮娜·霍斯、烏維·鮑爾等主演。
电影入选第76届洛迦诺电影节主竞赛单元，2023年8月4日在电影节上首映，获得評審團特別獎。获选为罗马尼亚参与第96届奥斯卡金像奖最佳国际影片奖角逐的作品。

## 梗概
电影分两部分讲述了一个关于电影与经济学的故事：工作繁忙但薪水较低的安琪拉在布加勒斯特周围开车游荡，为一家跨国公司委托制作的“职业安全宣传视频”物色演员人选。影片的上半部由两部分内容组成，一部分是1981年卢西恩·布拉图执导电影《安吉拉，步履不停》的剪辑片段，讲述布加勒斯特一名女出租车司机的故事，一部分则以安琪拉自己的抖音短影片呈现；下半部则展现了在一座工厂的员工入口处拍摄职业安全宣传视频的经过。

## 演员
- 伊琳卡·马诺拉切（罗马尼亚语：Ilinca Manolache） 饰 安琪拉（Angela）
- 妮娜·霍斯
- 凯蒂亚·帕斯卡留（罗马尼亚语：Katia Pascariu）
- 索菲娅·尼古拉斯库（Sofia Nicolaescu）
- 烏維·鮑爾 饰 自己
- 拉斯洛·米斯克（罗马尼亚语：László Miske）
- 奥维迪乌·皮尔桑（Ovidiu Pîrsan）
- 多丽娜·拉扎尔（罗马尼亚语：Dorina Lazar）
- 亚历克斯·M·达斯卡鲁（Alex M. Dascalu）饰 丹·特洛费拉（Dan Trofăilă）

## 制片
电影片名是波兰作家斯坦尼斯瓦夫·耶日·莱茨的名言。电影是导演裘德迄今为止最长的一部作品。

## 发行
电影于2023年8月4日在第76届洛迦诺电影节首映，获評審團特別獎。入选第28届釜山国际电影节“Icon”单元，2023年10月5日在电影节上放映。
MUBI买下电影在美国地区的发行权，以及在加拿大、德国、荷兰、印度、土耳其及拉丁美洲的流媒体版权。电影于2023年10月27日在罗马尼亚上映。

## 反响
根据評論匯總网站爛番茄汇总的81篇评论文章，96%的评论家给予该作正面评价，平均打分为8.5分（满分10分）。该网站总结的评论家共识是“正如其片名一樣特立獨行，且令人屏息的《世界末日又怎樣》進一步證明哈都·裘德是一位才華橫溢、富有煽動性的電影導演”。Metacritic上給出95/100的平均分數（23條評論），表示“普遍好評”。成為該網站2023年評價最高的電影。
《卫报》影评人彼得·布拉德肖认为电影“从各个角度审视现代生活，是随心所欲的散文式电影，或是黑色喜剧拼贴画”。國際影迷協會撰文的馬修·約瑟夫·詹納（Matthew Joseph Jenner）表示，這部電影是“一部真正雄心勃勃、精美複雜、引人入勝的純粹俏皮後現代主義傑作，在當下的今天比以往任何時候都更迫切地需要它”。电影还获得独立一线、《世界报》、D Movies、银幕日报和Deadline Hollywood及其他媒体的普遍好评。
入选法国《电影手册》2023年十佳电影榜单第7位。